# Betala vad du vill
Betala vad du vill är en prissättningsstrategi där köpare betalar sitt valda belopp för en viss vara, ibland även inklusive noll. I vissa fall kan ett minimipris (golv) fastställas och eller ett föreslaget pris kan anges som vägledning för köparen. Köparen kan också välja ett belopp som är högre än standardpriset för varan.